# 20th Century Women
20th Century Women (Brasil: Mulheres do Século 20 / Portugal: Mulheres do Século XX) é um filme de comédia dramática estadunidense de 2016 dirigido e escrito por Mike Mills. O filme está ambientado no sul da Califórnia, no final da década de 1970, e é baseado em parte na infância de Mills. Estrelado por Annette Bening, Elle Fanning, Greta Gerwig, Lucas Jade Zumann e Billy Crudup, teve sua primeira aparição no Festival de Cinema de Nova Iorque em 8 de outubro de 2016. O filme foi indicado a dois prêmios Globo de Ouro, Melhor filme - Musical ou Comédia e Melhor Atriz para Annette Bening, bem como para o Melhor Roteiro Original no Oscar 2017.

## Elenco
- Annette Bening ... Dorothea
- Greta Gerwig ... Abbie
- Elle Fanning ... Julie
- Lucas Jade Zumann ... Jamie
- Billy Crudup ... William
- Alia Shawkat ... Trish
- Darrell Britt-Gibson ... Julian
- Thea Gill ... Mãe de Abbie
- Laura Wiggins ... Lynette Winters
- Nathalie Love ... Cindy
- Waleed Zuaiter ... Charlie
- Alison Elliott ... Mãe de Jullie
- Finn Roberts ... Tim Drammer

## Prêmios e indicações
| Lista de prêmios e indicações                 | Lista de prêmios e indicações | Lista de prêmios e indicações | Lista de prêmios e indicações | Lista de prêmios e indicações | Lista de prêmios e indicações |
| Premiação                                     | Categoria                     | Indicação                     | Resultado                     | R.                            |                               |
| --------------------------------------------- | ----------------------------- | ----------------------------- | ----------------------------- | ----------------------------- | ----------------------------- |
| Critics' Choice Awards                        | Melhor atriz                  | Annette Bening                | Indicado                      | [ 3 ]                         |                               |
| Critics' Choice Awards                        | Melhor atriz coadjuvante      | Greta Gerwig                  | Indicado                      | [ 3 ]                         |                               |
| Critics' Choice Awards                        | Melhor elenco                 | Todo elenco                   | Indicado                      | [ 3 ]                         |                               |
| Gotham Awards                                 | Melhor atriz                  | Annette Bening                | Indicado                      | [ 4 ]                         |                               |
| Independent Spirit Awards                     | Melhor papel feminino         | Annette Bening                | Pendente                      | [ 5 ]                         |                               |
| Independent Spirit Awards                     | Melhor roteiro                | Mike Mills                    | Pendente                      | [ 5 ]                         |                               |
| Satellite Awards                              | Melhor atriz                  | Annette Bening                | Pendente                      | [ 6 ]                         |                               |
| Washington D.C. Area Film Critics Association | Melhor atriz                  | Annette Bening                | Indicado                      | [ 7 ]                         |                               |
| Washington D.C. Area Film Critics Association | Melhor atriz coadjuvante      | Greta Gerwig                  | Indicado                      | [ 7 ]                         |                               |
| Washington D.C. Area Film Critics Association | Melhor elenco                 | Todo elenco                   | Indicado                      | [ 7 ]                         |                               |